# Chajjim Landau
Chajjim Landau (hebr.: חיים לנדאו, ang.: Haim Landau, ur. 10 września 1916 w Krakowie, zm. 6 października 1981) – izraelski polityk, w latach 1969–1970 minister rozwoju, w latach 1978–1979 minister bez teki, w latach 1979–1981 minister transportu, w latach 1949–1977 poseł do Knesetu z list Herutu, Gahalu i Likudu.
W wyborach parlamentarnych w 1949 po raz pierwszy dostał się do izraelskiego parlamentu. Zasiadał w Knesetach I, II, III, IV, V, VI, VII i VIII kadencji.